# Egressy Gábor (színművész)
Egressy Gábor (született: Galambos Gábor, Sajólászlófalva, 1808. november 3. – Pest, 1866. július 30.) színész, a Nemzeti Színház első együttesének tagja, a Kisfaludy Társaság tagja (1863), Petőfi Sándor barátja, Egressy Béni bátyja.

## Életpályája
Galambos Pál református lelkipásztor és Juhász Julianna gyermekeként született. Iskoláit a miskolci református gimnáziumban végezte, ahonnan ellenállhatatlan vágyat érezvén a színészet iránt, 1826 júniusában Jánosi (Kakas) színésztársaságában lépett föl, Rozsnyón. Első kísérlete Angelo szolga szerepe volt, Gombosnak Szent a törvény, szent az esküvés című eredeti szomorújátékában. Otthonról háromszor is megszökött, hogy színésznek álljon. 1828-ban Miskolcon az erdélyi dalszínésztársulathoz csatlakozott, amellyel Kassára és onnan Kolozsvárra ment. 1826 és 1835 között a vándorszíntársulatokkal az ország csaknem minden magyar városában szerepelt. Jánosi, Láng, Gőde, Megyeri, Balla színtársulatainál működött; volt ezalatt színlaposztó, súgó, világosító, díszítő, festő, balett-táncos, kardalnok, magánénekes és színész. Kassán öt évet töltött (1829–1834) a báró Berzeviczy Vince és gróf Csáky Tódor igazgatása alatt állt színésztársulatnál.

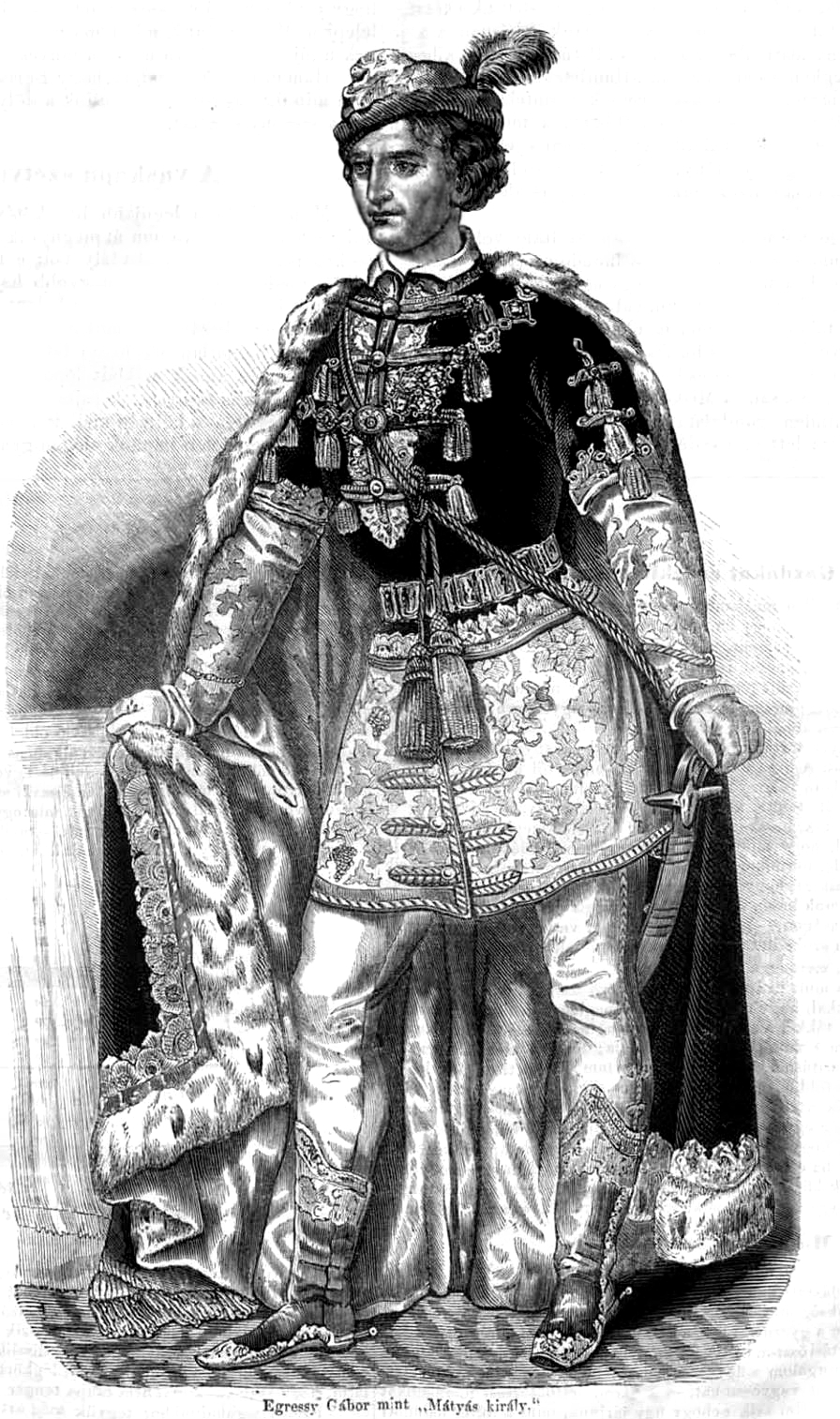
Egressy Gábor mint Mátyás király

1831. december 21-én Kassán megházasodott, Szentpétery Zsuzsanna színésznőt, Szentpétery Zsigmond húgát vette feleségül, Terhes Sámuel lelkész adta őket össze, a tanúk Udvarhelyi Miklós és Pály Elek voltak. 1833-ban Kolozsvárra ment játszani, majd részt vett a Bánk bán ősbemutatójában. 1835-ben a budai Várszínház tagja lett Fáy András és Döbrentey Gábor meghívására. 1837–ben Bécsbe ment tanulni a színészmesterséget, de csakhamar hazatért, és 1837 augusztusában felvette őt a Pesti Magyar Színház, amely a későbbi Nemzeti Színház. Már ekkor az első rangú színészek sorában működött és Vörösmartynak Árpád ébredése című allegóriai színművében a költő szerepét szavalta. Azonban valódi művésszé, a folytonos elméleti tanulmányokon kívül, mégis leginkább a nemzeti színpadon való hosszas gyakorlat, az értelmesebb műbírálat, a nemesebb versenyzési ösztön képezte őt.
1838-ban vidéki vendégkörutat tartott. Fontos kapcsolatot tartott fenn Vörösmartyval, 1844-ben pedig barátságot kötött Petőfivel, akiről ő készítette az egyetlen fotográfiát.
Főbb szerepei: Kean, XII. Károly, Garrick, Moor Ferenc, Krumm Illés, Bolinbroke, Pierre, Párizsi adós, Gaston, Strömborst, Bánk bán, Petur bán, Valois Henrik, Arthur, Mátyás király, Brutus, Gritti sat.; a tömeg közönyösségének dacára Shakespeare remekeit a magyar színpadokon meghonosítani buzgólkodott: Lear, Hamlet, Coriolan, Othello, IV. Henrik, Petruccio, Macbeth szerepeiben a legszigorúbb kritika kivánatait is kielégítette. Voltak azonban művészeti életének bizonyos hanyatlási időszakai, amikor részint szeszélyes természete vagy más körülmények miatt hanyagabban, kelletlenebbűl játszott, és minthogy akkor a kritika néha kiméletlen túlszigorral is megrótta, ez fölötte érzékenyen hatott reá, ingerlte és elkeserítette, de mindamellett erejének még inkább való kifejlesztésére is buzdította őt.

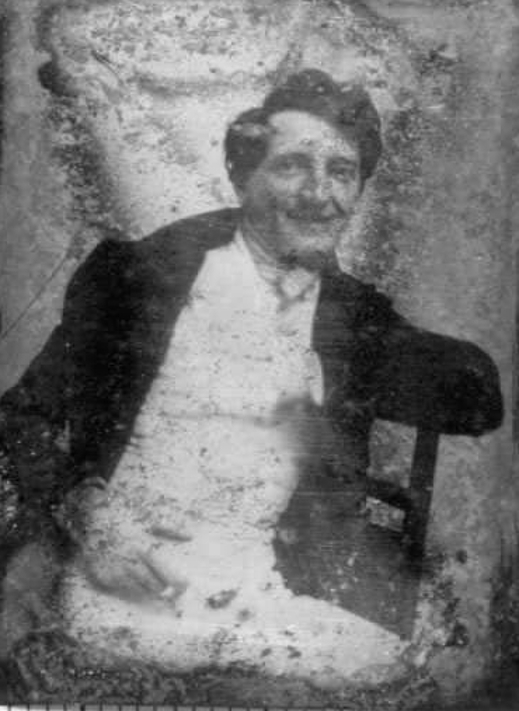
Egressy Gábor mint mosolygós amatőr fotográfus önmagáról készített képe.
…Atyámnak — magánhasználatra — saját gépezete volt, melylyel lefényképezte családtagjait, ismerőseit, barátait, s a különféle kedélyállapot változataiban önmagát emlékezett vissza fia Egressy Ákos, Petőfi Sándor életéből című művében

1843-ban külföldre utazott; egy év és két hónap alatt bejárta Münchent, Badent, Karlsruhét, Stuttgartot, Strassburgot és Párizst és ezóta barátja lett a francia drámáknak. Ügyszeretettel párosult színművészeti képességét az is eléggé tanúsítja, hogy növendék színészek kiművelése végett több ízben nyitott drámai iskolát, mely azonban saját szerepeinek és tanulmányainak szentelt szorgos elfoglaltsága miatt állandó nem lehetett.
1848. március 15-én ő adta elő a Nemzeti Színházban a Nemzeti dalt (sőt, néhány kutató szerint már a Nemzeti Múzeum lépcsőjén is). A szabadságharc során nemzetőrként elkísérte Kossuthot a népfelkelést szervező toborzóútján. Amikor a honvédelmi bizottmány által októberben reá ruházott szegedi kormánybiztosság az osztrák hadak előnyomulásával megszűnt, egy 500 főből álló gerillacsapat vezére lett, melyet Miskolcon saját maga toborzott. Ezzel csatázott Kassa és Eperjes táján Hurbán és Schlick hadai ellen, miközben megsebesült. Ekkor a parancsnokságot egyik alantas tisztjére bízva, gyógyíttatása végett május elején Pestre ment. De már a hó végén Budavár bevételénél mint önkéntes vett részt az ostromlókkal, Ákos fia oldalán. A budai vár bevétele után ismét tagja lett a Nemzeti Színháznak, és június hónapban kétszer lépett föl, és ezúttal utoljára a Lignerolles Luiza című darabban Givri szerepében. Az oroszok bevonulásakor Petőfivel együtt Erdélybe ment Bem táborába, ahonnan a világosi fegyverletétel után Bemmel Törökországba menekült, halálos ítélettel sújtották.
1849. augusztus 30-tól október 31-ig Viddinben, november 23-tól 1850. február 26-ig Sumlában, március 21-től 26-ig Nikápolyban, június 26.-tól augusztus 23-ig Konstantinápolyban tartózkodott. 1850. szeptember havában tért ismét vissza hazájába, de csak 1851 áprilisában alkalmazta a Nemzeti Színház mint operai és jelmezrendezőt.
1851. október 7-én amnesztiában részesült. Festetics Leó gróf intendáns 1854. januárban azonban kitörölte Egressy nevét a színházi tagok sorából és elvette tőle rendezői állását. A kormány Fáy András közbenjárása folytán azon év április havában visszaadta őt ismét a színpadnak; először a Lear király szerepében lépett föl (1854. május 10.). Ekkor a nemzeti színpadon csak hat vendégszerepet adott és az egész évet vidéki vendégszerepléssel töltötte; föllépett Újlakon, Szigeten, Szatmáron, Nagykárolyban, Nagybányán, Debrecenben, Kolozsvárt stb. Ráday gróf a dráma ügyét szívén viselve, 1855-ben ismét szerződtette a Nemzeti Színházhoz.
1857-ben az újjáépült Miskolci Nemzeti Színház megnyitásán főszerepet játszott a Marót bán című Vörösmarty-darabban. A Kisfaludy Társaság 1863-ban választotta tagjai sorába, 1865-től pedig a Színitanoda tanára lett. 1866. július 30-án Obernyik Károly Brankovics György című drámájának előadásakor, melynek címszerepe legremekebb szerepei közé tartozott, a színpadon szélütés érte, két és fél órai szenvedés után meghalt. 1866. október 31-én Szigligeti Ede tartott fölötte emlékbeszédet.
Az akkor Kerepesi útinak nevezett temetőben az egyik legszebb síremlékként tartották nyilván sírját: „A régebben elhalt írók és művészek közt legfeltűnőbb síremléke van az 1866-ban elhunyt Egresy Gábornak; a gúla alakú terméskőből készült síremlék tetején egy géniusz lefelé fordított fáklyát tart; a felirata ennyi: Egressy Gábor 1809—1866.” A kivitelező a Gerenday-cég volt. 1914-ben a leszármazottak által nem gondozott síremlékeket eltávolították, a tetemeket a Deák-mauzóleum melletti 9-es, ill. 29-es parcellába helyezték át, de a háború miatt az új síremlékállítás elmaradt, a széttöredezett sírok maradványai a korábbi parcella mellett hevertek.  1930-ban olvasható: „Hátul, az ismeretlenek között a földön kettétört kőoszlop, gondozatlan sír. Ide nem jutott őszi rózsa. Gyufalángnál böngésztem ki a nevet: Egressy Gábor.” 1940-ben így írtak róla: „Egressy Gábor, a nagy tragikus színész, a Nemzeti Színház évszázados múltjának egyik legfőbb ékessége, akit Petőfi és Arany is megénekelt, szerény kis szürke kő alatt porlad.” A ma is látható, obeliszk formájú síremlék eddig ismeretlen időben került a sírjára.

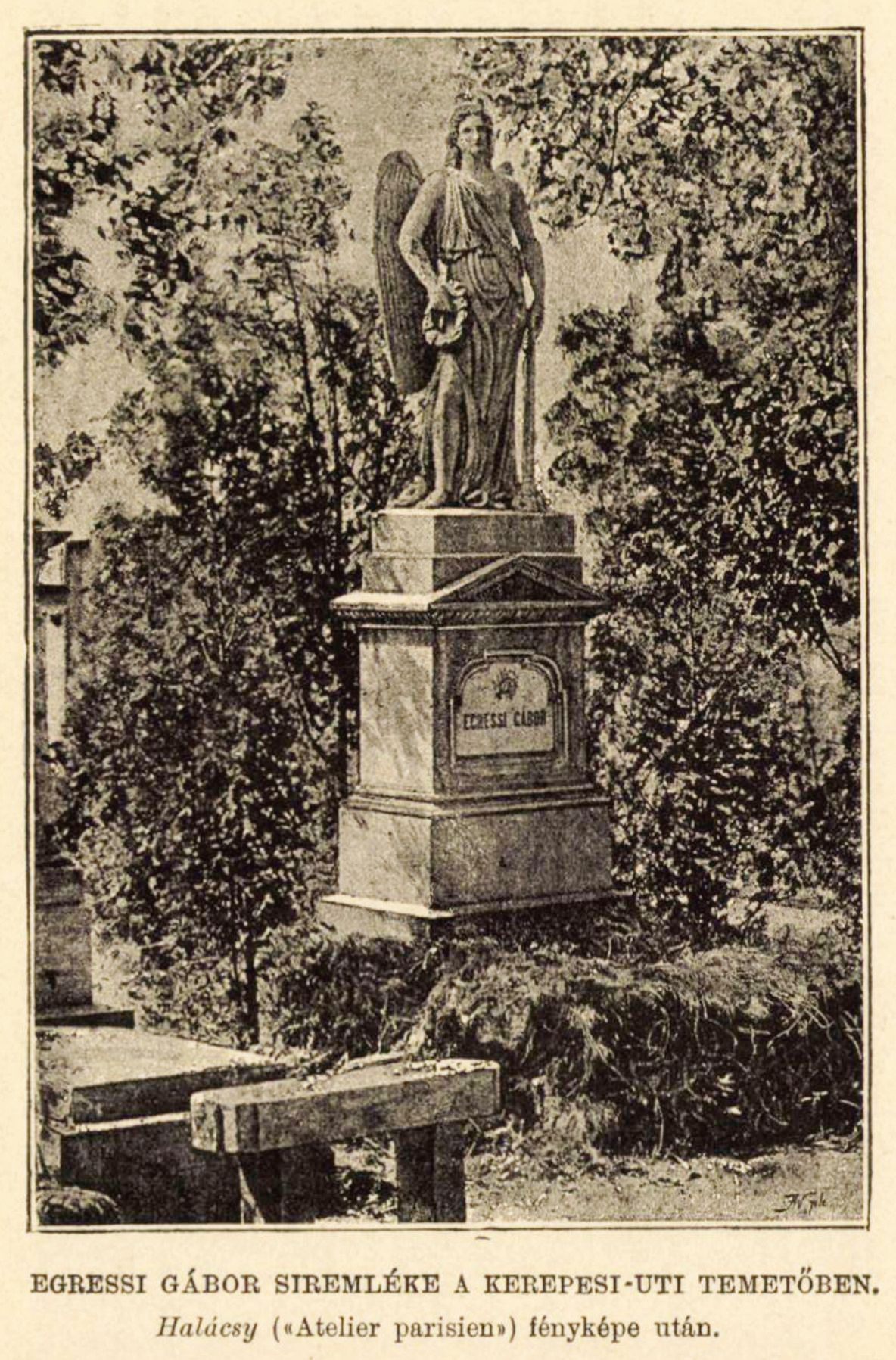
Egressy Gábor 1923 előtti síremléke.

## Munkássága

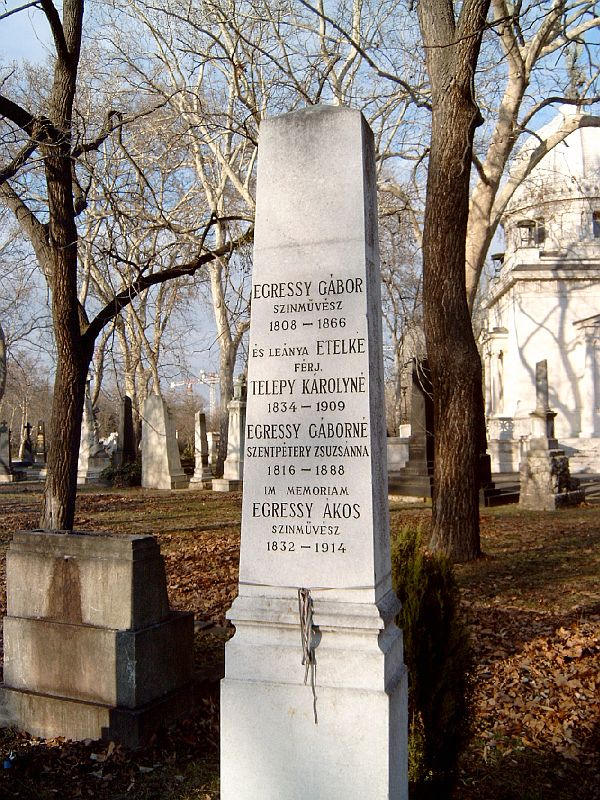
Egressy Gábor és családjának sírja Budapesten, 2007-ben. Kerepesi temető: 29/1-2-9.

- Korának legműveltebb színészeként tartották számon, a színészet első magyar elméletírója volt.
- Fontos szerepet játszott Shakespeare népszerűsítésében, az angol drámaíró több munkáját is lefordította.
- 1860-ban ő alapította meg az első színházi újságot Magyar Színházi Lap címmel, amelynek szerkesztője volt.
- Egressy Gábor törökországi naplója. 1849–1850; Kozma Ny., Pest, 1851
- A színészet könyve; Emich Ny., Pest, 1866
- Egressy Galambos Gábor emléke. Saját műveiből sajtó alá rendezték fiai; bev. Szigligeti; Emich, Pest, 1867
- A színészet iskolája; összeáll. Egressy Ákos; Hornyánszky Ny., Bp., 1879
- Egressy Gábor Levelei Kazinczy Gáborhoz; közread. Kenyeres Ágnes; Színháztudományi Intézet–Országos Színháztörténeti Múzeum. Bp., 1960 (Színháztörténeti füzetek)
- Egressy Gábor válogatott cikkei. 1838–1848; vál., jegyz., tan. Kerényi Ferenc; MSZI, Bp., 1980 (Színháztörténeti könyvtár)
- Egressy Gábor törökországi naplója, 1849–1850; utószó Steiner Ágota; hasonmás kiad.; Terebess, Bp., 1997
- "Írjátok a mi tollatokra jön". Egressy Gábor családi levelezése, 1841–1865, 1-2.; sajtó alá rend. Szalisznyó Lilla; Debreceni Egyetemi, Debrecen, 2017 (Csokonai könyvtár. Források)